# Ellobius tancrei
Ellobius tancrei — вид гризунів родини Cricetidae. Зустрічається в Центральній Азії. Каріотип варіабельний, 2n = 32–54.

## Опис
Ellobius tancrei дуже пристосована до підземного життя. Довжина голови й тулуба становить від 95 до 131 мм, а хвіст — від 8 до 20 мм, вага — від 30 до 88 грамів. Шерсть щільна, м'яка, оксамитова. Лице і маківка темно-коричневі, зовнішні вуха звужені до м'ясистого хребта. Різці чисто-білі, прямі та довгі, виступають вперед перед мордою. Спинна поверхня тіла змінюється за кольором від піщано-коричневого до темно-сірувато-коричневого, а нижня частина тіла змінюється від білого до сірувато-коричневого. Хвіст піщано-коричневий і закінчується пучком сірувато-білого волосся. Руки та ноги широкі, мають невеликі кігтики та вкриті білими волосками.

## Поширення і середовище проживання
Ареал включає Узбекистан, Таджикистан, Киргизстан, південно-східний Казахстан, північний Сіньцзян (Китай), північно-західну, центральну та південно-східну Монголію та Туву (Росія). Його типове середовище проживання включає степи, пустелі та луки. Він особливо процвітає у вологих долинах і поблизу озер і струмків, де ґрунт глибокий.

## Поведінка
Ellobius tancrei живе у великій системі нір із горизонтальними ходами приблизно 5–6 см у діаметрі, які зазвичай розміщені на глибині від 10 до 40 см під землею. Інші проходи ведуть до сховищ і гніздових камер на більшій глибині. Тварини риють нори, використовуючи різці та рухи голови вгору, щоб пробитися крізь пухкий ґрунт. Вони активні в будь-який час дня і ночі під землею, але рідко виходять на поверхню вдень. Вночі вони шукають їжу на великій території і харчуються переважно корінням, цибулинами та бульбами.
Розмноження відбувається з квітня по вересень, коли з інтервалом приблизно в 35 днів може бути шість або сім виводків. Вагітність триває 26 днів, при цьому кожен виводок складається з трьох-семи нащадків, які залишаються в гнізді, поки їх не відлучать від грудей у віці двох місяців. До трьох місяців вони стають статевозрілими.